# Daniel Greig
Daniel Mark Greig (ur. 13 marca 1991 w Campbelltown) – australijski łyżwiarz szybki, brązowy medalista mistrzostw świata.

## Kariera
Największy sukces w karierze Daniel Greig osiągnął w 2014 roku, kiedy zdobył brązowy medal podczas sprinterskich mistrzostw świata w Nagano. W zawodach tych wyprzedzili go jedynie Michel Mulder z Holandii oraz Shani Davis z USA. Był to pierwszy w historii medal wywalczony przez zawodnika z Australii w łyżwiarstwie szybkim. Pięciokrotnie startował na mistrzostwach świata juniorów, jednak nie zdobył medalu. W 2014 roku wziął udział w igrzyskach olimpijskich w Soczi, zajmując 39. miejsce w biegu na 500 m i 22. miejsce na dwukrotnie dłuższym dystansie. Wielokrotnie startował w zawodach Pucharu Świata, jednak nie stanął na podium. Najlepsze wyniki osiągnął w sezonie 2013/2014, kiedy był osiemnasty w klasyfikacji końcowej 500 m.